# EpiPen

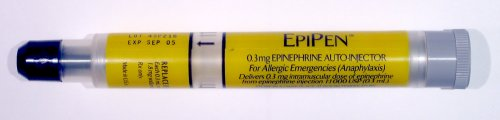
EpiPen – lek pierwszego rzutu w anafilaksji

EpiPen – automatyczny wstrzykiwacz jednorazowy (autostrzykawka) zawierający lek, adrenalinę (epinefrynę), który stosowany jest  domięśniowo jako pierwsza pomoc w przypadku wystąpienia wstrząsu anafilaktycznego.

## Działanie
EpiPen z adrenaliną ma działanie sympatykomimetyczne, to znaczy pobudza receptory α- i β-adrenergiczne. Pobudzenie układu współczulnego prowadzi do zwiększenia częstotliwości pracy serca, zwiększenia pojemności wyrzutowej serca i przyśpieszenia krążenia wieńcowego. Ponadto przeciwdziała rozszerzeniu i zwiększonej przepuszczalności naczyń krwionośnych, co występuje w czasie anafilaksji.   
Pobudzenie oskrzelowych receptorów β-adrenergicznych wywołuje rozkurcz mięśni gładkich oskrzeli, co w efekcie zmniejsza towarzyszące oddychaniu świsty i duszności. Ponadto lek hamuje perystaltykę jelit,  wydzielanie soków trawiennych i śliny, a zwiększa poziom glukozy we krwi i pobudza glikogenolizę w wątrobie. Adrenalina jest szybko inaktywowana w organizmie, głównie przez enzymy COMT i MAO. Znaczna część adrenaliny jest wydalana z moczem w postaci metabolitów.

## Wskazania do stosowania
Automatyczne wstrzykiwacze EpiPen są przeznaczone do stosowania w nagłych reakcjach alergicznych (anafilaksji). Ich posiadanie stanowi istotną część profilaktyki zdrowotnej i chroni życie w przypadku pacjentów, u których zdiagnozowano podwyższone ryzyko anafilaksji – m.in. w wyniku uczulenia na jad owadów błonkoskrzydłych, pokarm (orzeszki ziemne, seler, jajko kurze, cytrusy i in.), niektóre leki, lateks itp.
Pacjent może sam zastosować EpiPen, a w przypadku utraty przytomności lek powinna mu podać osoba z otoczenia. Aplikację adrenaliny można ćwiczyć na wstrzykiwaczu demonstracyjnym. Chorzy z anafilaksją powinni posiadać przy sobie dwa wstrzykiwacze automatyczne EpiPen na wypadek wstrząsu anafilaktycznego, regularnie sprawdzać datę ważności leku i wymieniać go po upływie terminu ważności. Każdy automatyczny wstrzykiwacz EpiPen jest jednorazowego użytku.

## Przeciwwskazania
Choć istnieją względne przeciwwskazania do stosowania adrenaliny, takie jak: choroba wieńcowa, nadczynność tarczycy, nadciśnienie tętnicze, to nie ma bezwzględnych przeciwwskazań do zastosowania leku w nagłych reakcjach anafilaktycznych i anafilaktoidalnych, które stanowią nagłe zagrożenie życia u chorego.  

## Środki ostrożności[5]
- Zachować szczególną ostrożność przy podawaniu adrenaliny pacjentom z chorobami serca, cukrzycą, nadczynnością tarczycy, nadciśnieniem oraz osobom w podeszłym wieku. Lek podać im wtedy, gdy potencjalna korzyść uzasadnia ryzyko.
- Przy przypadkowym wstrzyknięciu leku w stopy lub w ręce istnieje ryzyko wystąpienia niedokrwienia obwodowego.
- Należy unikać przypadkowego, nieuzasadnionego wstrzyknięcia adrenaliny, które może prowadzić do konieczności podjęcia leczenia.
- EpiPen zawiera pirosiarczyn sodu, który rzadko u podatnych osób może powodować ciężkie objawy nadwrażliwości (objawy anafilaktyczne i skurcz oskrzeli).
- Należy poinformować pacjenta, że lek nie powinno się wstrzykiwać w pośladek, lecz w przednio-boczną część uda.
- Podczas ciąży adrenalinę należy stosować tylko wtedy, gdy korzyści z leczenia uzasadniają ryzyko dla płodu.
- Nie należy traktować EpiPenu jako środka zastępczego dla pomocy medycznej. Po reakcji anafilaktycznej trzeba udać się do lekarza, gdyż działanie adrenaliny z czasem słabnie i istnieje ryzyko powtórnego wstrząsu anafilaktycznego.

## Interakcje
Należy zachować ostrożność u pacjentów otrzymujących leki mogące uwrażliwiać serce na zaburzenia rytmu, w tym glikozydy naparstnicy, rtęciowe leki moczopędne lub chinidynę. Działanie adrenaliny może być nasilane przez trójpierścieniowe leki przeciwdepresyjne oraz inhibitory MAO. Adrenalina hamuje wydzielanie insuliny, zwiększając stężenie glukozy we krwi. U pacjentów z cukrzycą otrzymujących adrenalinę może być konieczne zwiększenie dawki insuliny lub doustnych leków przeciwcukrzycowych. Działanie pobudzające receptory β-adrenergiczne może być hamowane przez jednoczesne leczenie lekami β-adrenolitycznymi.

## Działania niepożądane[6]
Działania niepożądane związane z aktywacją receptorów α- i β-adrenergicznych mogą obejmować objawy, takie jak:   
- tachykardia (przyspieszenie akcji serca)
- nadciśnienie tętnicze
- zaburzenia rytmu serca
- nadmierna potliwość
- nudności i/lub wymioty
- ból głowy
- zawroty głowy
- astenia (wyczerpanie i osłabienie)
- drżenie ciała
- niepokój
- rzadziej kardiomiopatia stresowa (ostra niewydolność serca)

Po nieumyślnym wstrzyknięciu adrenaliny w dłonie lub stopy opisano również przypadki obwodowego niedokrwienia.

## Dawkowanie
Dla dzieci, których masa ciała waha się od 15 do 30 kg, przeznaczony jest EpiPen Junior. Dawka leku wynosi 0,15 mg adrenaliny domięśniowo, w zależności od masy pacjenta (0,01 mg/kg masy ciała). Lekarz może zalecić mniejszą lub większą dawkę leku w oparciu o dokładną diagnostykę pacjenta i rozpoznanie ryzyka wystąpienia zagrażającej życiu reakcji anafilaktycznej.  
Do stosowania u osób dorosłych przeznaczony jest EpiPen Senior. Można go też stosować u dzieci z masą ciała powyżej 30 kg. W przypadku nagłej reakcji alergicznej, która jest wskazaniem do użycia leku, dawka dla dorosłych wynosi 0,30 mg adrenaliny domięśniowo.

## Przedawkowanie
W przypadku przedawkowania adrenaliny (epinefryny) może dojść, wskutek nagłego wzrostu ciśnienia tętniczego, do wylewu krwi do mózgu. Przedawkowanie może prowadzić też do zwężenia naczyń obwodowych, zagrażających życiu zaburzeń rytmu serca, ciężkiego obrzęku płuc, a w konsekwencji nawet do zgonu. Po przedawkowaniu adrenaliny może wystąpić również przemijająca bradykardia, a następnie tachykardia. W sytuacji ciężkiego obrzęku płuc z trudnościami w oddychaniu należy podać szybko działający lek blokujący receptory α-adrenergiczne, np. fentolaminę i/lub zastosować wentylację przerywanym ciśnieniem dodatnim. Działaniu hipertensyjnemu można przeciwdziałać przez podanie szybko działających leków rozszerzających naczynia krwionośne lub blokujących receptory α-adrenergiczne. Jeżeli wystąpi długotrwałe niedociśnienie tętnicze, konieczne może być podanie innego preparatu zwiększającego ciśnienie tętnicze, np. noradrenaliny.

## Preparaty zarejestrowane w Polsce[4]
- EpiPen Jr. 0,15 mg, roztwór do wstrzykiwań, 1 wstrzykiwacz 2 ml
- EpiPen Senior 0,30 mg, roztwór do wstrzykiwań, 1 wstrzykiwacz 2 ml